# Вольтерсдорф (Нижня Саксонія)
Вольтерсдорф (нім. Woltersdorf) — громада в Німеччині, розташована в землі Нижня Саксонія. Входить до складу району Люхов-Данненберг. Складова частина об'єднання громад Люхов.
Площа — 27,97 км2. Населення становить 884 ос. (станом на 31 грудня 2021).